# Odo insularis
Odo insularis es una especie de araña del género Odo, familia Xenoctenidae. Fue descrita científicamente por Banks en 1902.
Habita en islas Galápagos.